# Dario Simion
Dario Simion (* 22. Mai 1994 in Locarno) ist ein Schweizer Eishockeyspieler, der seit Juli 2025 erneut beim HC Lugano aus der Schweizer National League unter Vertrag steht und dort auf der Position des Flügelstürmers spielt. Mit dem EV Zug gewann Simion in den Jahren 2021 und 2022 jeweils die Schweizer Meisterschaft, nachdem er den Titel bereits 2015 mit dem HC Davos zum ersten Mal gewonnen hatte.

## Karriere

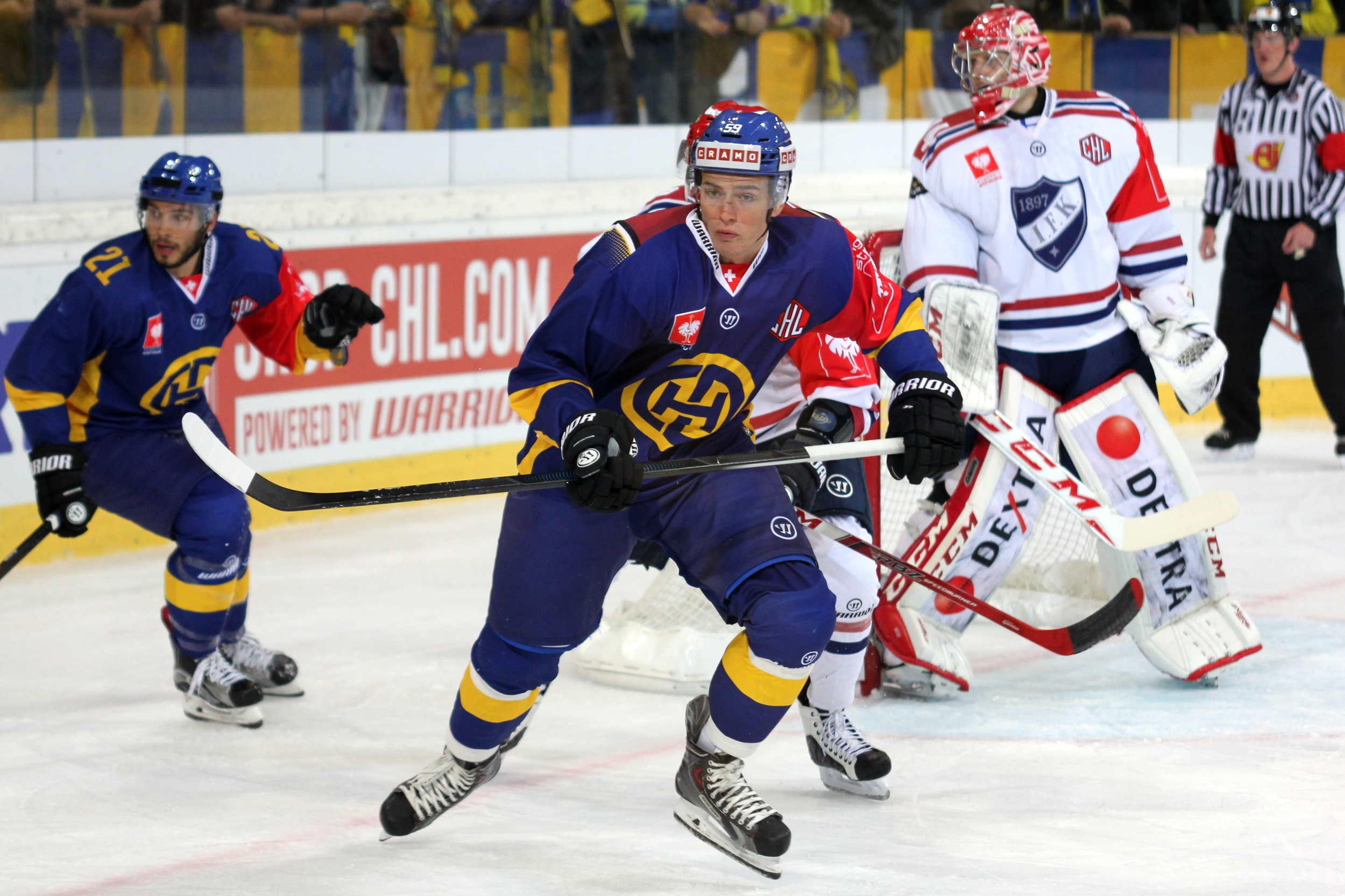
Simion im Trikot des HC Davos (2015)

Simion verbrachte einen Grossteil seiner Juniorenzeit im Nachwuchs des HC Ambrì-Piotta, wo er bis 2009 – zuletzt in der U17-Mannschaft des Vereins – spielte. Anschliessend zog es den Stürmer zum HC Lugano, wo er in der Saison 2010/11 über die A-Junioren den Sprung in den NLA-Kader des HCL schaffte. In der folgenden Spielzeit etablierte sich Simion als Stammspieler, kam aber weiterhin sporadisch bei den A-Junioren zum Einsatz. Dies galt auch für die Spielzeiten 2012/13 und 2013/14.
Im Dezember 2013 unterzeichnete der Flügelspieler einen Zweijahresvertrag beim HC Davos, der ab Beginn der Saison 2014/15 Gültigkeit besitzt. Gleich in seinem ersten Jahr dort konnte er mit den Bündnern den Schweizer Meistertitel feiern. Im Juli 2018 verliess er den HCD trotz des laufenden Vertrages und wechselte zum EV Zug, wo er einen Vertrag über zwei Jahre erhielt. Mit dem EVZ gewann Simion in den Jahren 2021 und 2022 abermals den Meistertitel. Letztlich verbrachte der Stürmer dort sieben Spielzeiten, ehe er zur Saison 2025/26 zu seinem Ausbildungsverein nach Lugano zurückkehrte.

### International
Simion konnte mit der U17-Auswahl der Schweiz beim Europäischen Olympischen Jugendfestival 2011 die Bronzemedaille gewinnen. Er nahm anschließend für sein Heimatland an den Eishockey-Weltmeisterschaften der U18-Junioren 2011 und 2012 sowie der U20-Junioren 2012, 2013 und 2014 teil.
Für die A-Nationalmannschaft kam der Stürmer ab der Saison 2014/15 zu Einsätzen, absolvierte jedoch erst mit der Weltmeisterschaft 2021 sein erstes internationales Turnier. Es folgten weitere Teilnahmen in den Jahren 2022 und 2023, ehe er bei den Welttitelkämpfen 2024 den Gewinn der Silbermedaille feierte. Damit war er an einem der grössten Erfolge der Schweizer Eishockey-Geschichte beteiligt. Des Weiteren gehörte Simion zum Schweizer Aufgebot bei den Olympischen Winterspielen 2022 in Peking.

## Erfolge und Auszeichnungen
| - 2015 Schweizer Meister mit dem HC Davos - 2019 Schweizer Cupsieger mit dem EV Zug - 2021 Schweizer Meister mit dem EV Zug | - 2021 Bester Torschütze der NL-Playoffs - 2022 Schweizer Meister mit dem EV Zug |

### International
- 2011 Bronzemedaille beim Europäischen Olympischen Winter-Jugendfestival
- 2024 Silbermedaille bei der Weltmeisterschaft

## Karrierestatistik
Stand: Ende der Saison 2024/25

### International
Vertrat die Schweiz bei:
| - Europäisches Olympisches Winter-Jugendfestival 2011 - U18-Junioren-Weltmeisterschaft 2011 - Ivan Hlinka Memorial Tournament 2011 - U20-Junioren-Weltmeisterschaft 2012 - U18-Junioren-Weltmeisterschaft 2012 - U20-Junioren-Weltmeisterschaft 2013 | - U20-Junioren-Weltmeisterschaft 2014 - Weltmeisterschaft 2021 - Olympischen Winterspielen 2022 - Weltmeisterschaft 2022 - Weltmeisterschaft 2023 - Weltmeisterschaft 2024 |

(Legende zur Spielerstatistik: Sp oder GP = absolvierte Spiele; T oder G = erzielte Tore; V oder A = erzielte Assists; Pkt oder Pts = erzielte Scorerpunkte; SM oder PIM = erhaltene Strafminuten; +/− = Plus/Minus-Bilanz; PP = erzielte Überzahltore; SH = erzielte Unterzahltore; GW = erzielte Siegtore; 1 Play-downs/Relegation; Kursiv: Statistik nicht vollständig)